# Pammene amygdalana
Pammene amygdalana is een vlinder uit de familie bladrollers (Tortricidae). De wetenschappelijke naam is voor het eerst geldig gepubliceerd in 1842 door Duponchel.
De soort komt voor in Europa.